# 343157 Mindaugas
343157 Mindaugas è un asteroide della fascia principale. Scoperto nel 2009, presenta un'orbita caratterizzata da un semiasse maggiore pari a 3,0869774 au e da un'eccentricità di 0,1749932, inclinata di 17,91603° rispetto all'eclittica.
L'asteroide è dedicato all'omonimo primo granduca di Lituania.